# Cimitero di Guerra di Becklingen
Il Cimitero di Guerra di Becklingen è un cimitero militare situato nello stato della Bassa Sassonia, nella Germania settentrionale, nella Landa di Luneburgo. Fu costruito dalla Commonwealth War Graves Commission che continua a occuparsene oggi. Il cimitero si trova vicino a Getrudenhof accanto al villaggio di Becklingen e appena a nord della base dell'esercito britannico della stazione di Hohne dove il quartier generale della 7 ° Brigata Corazzata e diverse unità di brigata avevano la base fino al 2015, quando la brigata tornò nel Regno Unito.

## Storia
Questo cimitero di guerra del Commonwealth fu allestito nel 1951 su un dolce pendio su una bella vista della Landa di Luneburgo. Questo sito fu scelto perché il terreno assomigliava alla collina di Timeloberg ai margini del villaggio di Wendisch Evern. Fu a Timeloberg il 4 maggio 1945 che una delegazione tedesca guidata dall'ammiraglio generale Hans-Georg von Friedeburg firmò la resa incondizionata delle forze tedesche nella regione della Germania settentrionale, alla presenza del maresciallo di campo Bernard Montgomery.

## Origine
Il cimitero di guerra di Becklingen nella Landa di Luneburgo era una fusione di numerosi cimiteri più piccoli e singole tombe in un raggio di circa 80 km, in cui erano stati sepolti soldati caduti in combattimento e prigionieri di guerra della seconda guerra mondiale. La maggior parte dei sepolti qui morì negli ultimi due mesi di guerra. Un totale di 2.086 britannici, 140 canadesi, 79 australiani, 38 neozelandesi, 2 sudafricani, 1 greco, 19 polacchi, 5 russi, 2 jugoslavi morti in guerra e 29 persone di nazionalità sconosciuta hanno il loro ultimo luogo di riposo in questo cimitero.

## Disposizione
Come quasi tutti i cimiteri di guerra CWGC, l'aspetto segue le linee guida standard. Il suo design architettonico deriva dall'architetto britannico Philip Dalton Hepworth. I cimiteri basati su suoi progetti comprendono due elementi centrali e una sala commemorativa, file di lapidi ed un prato con un aspetto molto semplice.

### Struttura centrale
La grande Croce del Sacrificio con la sua spada in bronzo e l'altare in pietra sono allineati sullo stesso asse e collegati da un'ampia fascia d'erba. La pietra dell'altare, con la scritta "Il loro nome vive per sempre", fu costruita su un letto circolare creato appositamente per esso. Su entrambi i lati della Croce ci sono due edifici (o cappelle). Il registro con i nomi e la posizione dei caduti è invece conservato nel padiglione di ingresso.

### Lapidi
Le lapidi sono disposte in file a destra e a sinistra della striscia di erba centrale che corre in linea retta dall'altare alla croce alta. Sono fatti di arenaria bianca e sono incisi, dall'alto verso il basso, con l'unità militare, il nome e il grado, la religione o la medaglia (Victoria Cross o George Cross) (se nota) e un verso commemorativo dei parenti (se lo desiderano).

### Aree erbose
Le lapidi sono poste a livello del suolo e circondate da piccoli letti. L'intero cimitero è erboso, alcuni alberi singoli interrompono la vista. Le tombe, i cespugli e gli alberi sono disposti con simmetria precisa e ci sono solo pochi fiori.

## Ricordo
A causa della sua vicinanza alla sede della brigata, il cimitero è stato il luogo per il principale servizio militare del Giorno della Memoria tenuto dalla 7ª Brigata Corazzata ogni anno fino a quando la brigata non tornata al Regno Unito nel 2015.